# Autoginofilija
Autoginefilija (od grčkih riječi αὐτό (sam), γῦνή (žena) i φῖλία (ljubav) — "ljubav prema sebi kao ženi") je izraz koga je 1989. godine upotrijebio Ray Blanchard kako bi opisao "parafilsku tendenciju muškaraca da se seksualno uzbuđuju pri pomisli ili vidjeći sliku sebe kao žene." Neki autori smatraju kako koncept uključuje i romantičnu ljubav, a ne samo seksualnu žudnju.
Na temelju vlastitog istraživanja, Blanchard je zaključio kako se u biološkom smilu muški transseksualci koje seksualno privlače muškarce temeljno razlikuju od u biološkom smislu muških transseskualaca koje seksualno privlače žene, žene i muškarci istovremeno, ili nijedan spol; za prvotne je koristio izraz homoseksualni transseksualci, a za potonje ne-homoseksualni transseksualci. Nadalje, Blanchard je otkrio kako se nonhomoseksualni transseksualci uzbuđuju pri pomisli ili vidjevši sliku sebe kao žene, pa je za njih počeo koristiti izraz autoginefili.
Medicina svrstava ovo oboljenje u parafilije, kategoriju srodnih duševnih poremećaja u grupi poremećaja spolne sklonosti.

## Vanjske poveznice

### Pristaše
- Anderson L (2003). The Autogynephilia Resource
- Fenton JF (2004). "The Lemonade Stand of Desire"  Arhivirana inačica izvorne stranice od 28. rujna 2007. (Wayback Machine), from TGForum.com A sociological analysis of the debates around autogynephilia
- Lawrence AA (2000). Sexuality and Transsexuality: A New Introduction to Autogynephilia  Arhivirana inačica izvorne stranice od 27. rujna 2007. (Wayback Machine), from Transsexual Women's Resources  Arhivirana inačica izvorne stranice od 5. rujna 2008. (Wayback Machine)

### Kritičari
- Bland J (2003). The 'Science' Behind Autogynephilia  Arhivirana inačica izvorne stranice od 6. ožujka 2009. (Wayback Machine)
- Conway L (2004). An investigation into the publication of J. Michael Bailey's The Man Who Would Be Queen
- James AJ (2004). "Autogynephilia": A disputed diagnosis, from Transsexual Road Map
- Orens B (2004). Autogynephilia: A Mistaken Model
- Wilson KK (2000). Autogynephilia: New Medical Thinking or Old Stereotype?  Arhivirana inačica izvorne stranice od 5. travnja 2013. (Wayback Machine) from GIDreform.org  Arhivirana inačica izvorne stranice od 28. listopada 2010. (Wayback Machine)
- Wyndzen MH (2004). Everything You Never Wanted to Know About Autogynephilia (But Were Afraid You Had To Ask), from Psychology of Gender Identity & Transgenderism